# Bigfoot (Texas)
Bigfoot es un lugar designado por el censo (en inglés, census-designated place, CDP) ubicado en el condado de Frío, Texas, Estados Unidos. Según el censo de 2020, tiene una población de 480 habitantes.

## Geografía
La localidad está ubicada en las coordenadas 29°3′44″N 98°51′12″O / 29.06222, -98.85333. Según la Oficina del Censo de los Estados Unidos, Bigfoot tiene una superficie total de 61.96 km², de la cual 61.92 km² corresponden a tierra firme y  0.04 km² es agua.

## Demografía
Según el censo de 2020, hay 480 personas residiendo en Bigfoot. La densidad de población es de 7.8 hab./km². El 71.25% son blancos, el 0.83% son afroamericanos, el 1.25% son amerindios, el 11.04% son de otras razas y el 15.63% son de una mezcla de razas. Del total de la población, el 36.25% son hispanos o latinos de cualquier raza.